# Großpinguine

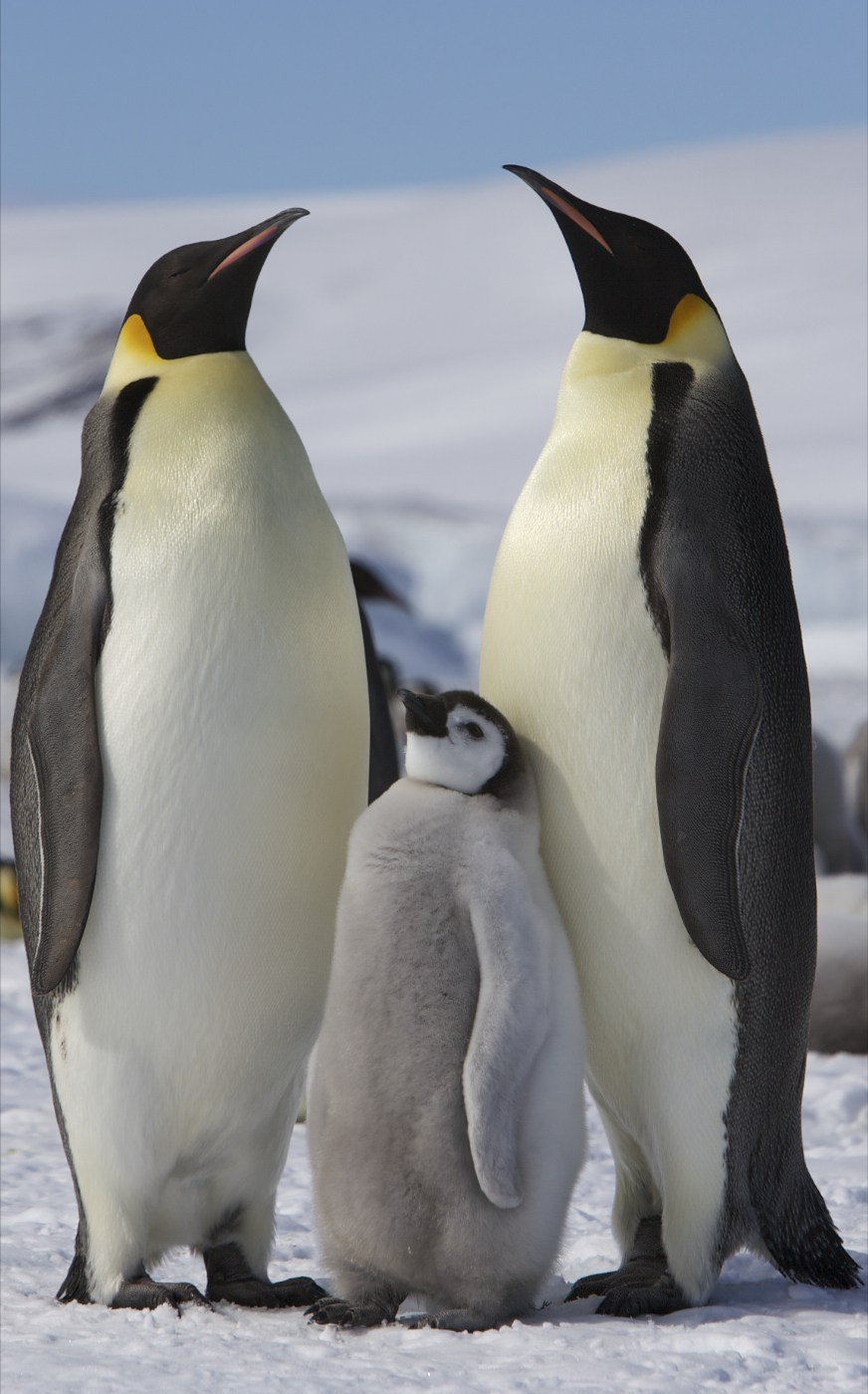
Kaiserpinguine mit Jungvogel

Die Großpinguine (Aptenodytes) sind eine Vogelgattung innerhalb der Familie der Pinguine (Spheniscidae). Der wissenschaftliche Name Aptenodytes leitet sich aus dem Griechischen ab und bedeutet in etwa "flügelloser Taucher".

## Stellung in der Familie der Pinguine
Die Pinguine, die zur Gattung der Großpinguine zusammengefasst werden, sind die der Öffentlichkeit vertrautesten Pinguine. Ihre schwarzweiße Gefiederzeichnung und ihre markanten gelborangenen Halsmarkierungen sind so bekannt, dass sie die Vorstellung vom „typischen“ Pinguinaussehen weltweit prägten. Zu dem Bekanntheitsgrad trugen zahlreiche Dokumentarfilme über die Arten der Großpinguine bei. Der Film Die Reise der Pinguine, der die Brutpflege des Kaiserpinguins thematisiert, wurde im Jahr 2006 mit einem Oscar ausgezeichnet, ebenso wie der Animationsfilm Happy Feet.
In Wirklichkeit sind die Pinguine der Gattung der Großpinguine jedoch weit von dem entfernt, was vielleicht als Grundbauplan eines Pinguins gelten kann. Die beiden zu den Großpinguinen gerechneten Arten sind viel größer und schwerer als die übrigen Pinguinarten. Ein ausgewachsener Königspinguin erreicht eine Körperlänge zwischen 85 und 95 Zentimeter und wiegt zwischen 10 und 16 Kilogramm. Der Kaiserpinguin erreicht eine Körpergröße zwischen 100 und 130 Zentimeter und wiegt zwischen 22 und 37 Kilogramm.  Zudem bauen sie als
einzige Pinguine keine Nester, sondern brüten ihre Eier in einer speziellen Brutfalte am Bauch aus.

## Arten

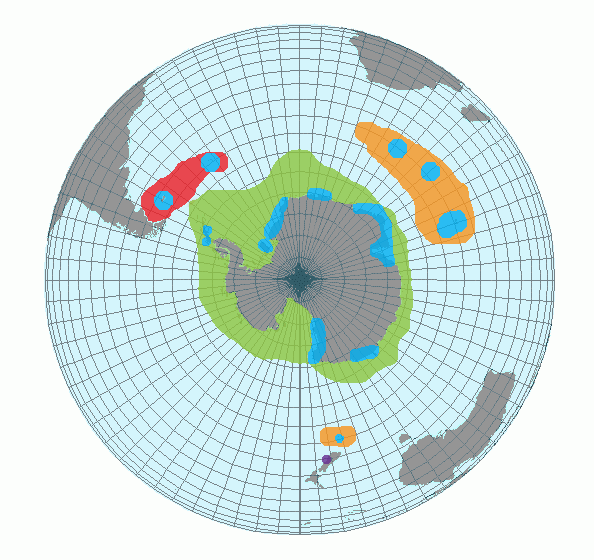
Verbreitung der Großpinguine
Aptenodytes forsteri
Aptenodytes patagonicus patagonicus
Aptenodytes patagonicus halli
Aptenodytes ridgeni †
Brutgebiete

Lediglich zwei der 18 Pinguinarten werden in der Gattung Aptenodytes zusammengefasst. Dies sind der Kaiserpinguin (Aptenodytes forsteri) und der etwas kleinere Königspinguin (Aptenodytes patagonicus). Der Königspinguin wird von der IUCN derzeit als ungefährdet (least concern) eingestuft, wohingegen der Kaiserpinguin inzwischen als leicht gefährdet eingestuft wird.